# Borzechów-Kolonia
Borzechów-Kolonia – kolonia w Polsce położona w województwie lubelskim, w powiecie lubelskim, w gminie Borzechów.
W latach 1975–1998 miejscowość administracyjnie należała do województwa lubelskiego.
Miejscowość stanowi sołectwo gminy Borzechów. Według Narodowego Spisu Powszechnego z roku 2011 wieś liczyła 378 mieszkańców.
Wieś jest przedłużeniem w kierunku wschodnim północnej części Borzechowa. Wieś jest typowo rolnicza i pod względem liczby ludności jedną z największych w gminie. W początkach XIX wieku znajdował się tu zespół dworski należący do rodziny Dłuskich. W 1892 roku dwór kupił hrabia Stanisław Brodowski i wyprzedał w latach 1909–1910 na kolonie – stąd nazwa miejscowości. We wsi działał młyn parowy – zachował się tylko budynek, który pod koniec lat siedemdziesiątych XX wieku został przerobiony na kaplicę rzymskokatolicką. Po wybudowaniu nowego kościoła w Borzechowie, kaplica jest nieczynna.
Wierni Kościoła rzymskokatolickiego należą do parafii Matki Bożej Częstochowskiej w Borzechowie.